# Stealing Rembrandt – Klauen für Anfänger
Stealing Rembrandt – Klauen Für Anfänger ist eine dänische Kriminalkomödie aus dem Jahr 2003. Inspiriert durch eine wahre Begebenheit erzählt der Film von vier Männern, die aus Versehen ein wertvolles Gemälde aus dem Museum stehlen und es wieder verkaufen wollen.

## Handlung
Der Polizist Bæk hat mal wieder Mick dabei erwischt, wie dieser sich fernab des Gesetzes mit Schrott illegal Geld dazuverdient. Zwar kann Mick vom Tatort flüchten, doch nachdem er feststellt, dass kein Entkommen möglich ist, stellt er sich tags darauf der Polizei, gesteht und geht für einige Monate ins Gefängnis. Beim Betreten des Gefängnisses begegnet er seinem Sohn Tom, der gerade entlassen wird und auf dem Weg zu seinem Cousin Jimmy ist, um mit ihm einen neuen Diebstahl zu planen und durchzuführen. Toms Zellengenosse, ein Geschäftsmann, bezahlt ihm 70.000 Kronen, sofern es ihm gelänge, ein Gemälde seiner Urgroßmutter aus dem Museum zu stehlen. Doch leider misslingt der Versuch; beide können sich nicht mehr im Museum sehen lassen, weswegen sie nach jemandem suchen, der vertrauenswürdig genug ist, diesen Diebstahl durchzuführen.
Als Mick nach einigen Monaten entlassen wird, ist er derjenige, der es machen soll. Und für 15.000 Kronen geht er mit seinem besten Freund, dem Spielsüchtigen Kenneth, ins Museum und stiehlt das Gemälde. Doch leider ist es das falsche, denn es handelt sich um „Dame mit Nelke“, einen echten Rembrandt, der einen Wert von über 100 Mio. Kronen hat. Danach ist die komplette Polizei hinter ihnen her. Mick und seine Kumpane stehen jetzt vor der Wahl, das Bild entweder zu verbrennen oder schnellstens zu verkaufen. Sie finden als Käufer einen reichen Japaner, der 12 Mio. Kronen zahlen will, und hoffen, dass dieser Deal schnell über die Bühne geht. Doch dazu kommt es nicht mehr, denn Bæk hat mit Nigel und Tobi zwei sehr brutale Engländer engagiert, die mit rabiaten Methoden versuchen, Mick und seinen Freunden auf die Spur zu kommen, weswegen sie den Japaner ausschalten mussten.
Nigel und Tobi geben sich auch als potenzielle Käufer aus und bieten 20 Mio. Kronen für das Bild. Die Übergabe des Geldes ist in einem Hotel, das von Bæk überwacht wird. Bæk ist überrascht und enttäuscht, dass es Mick ist, der den berühmten Rembrandt gestohlen hat. Er macht sich Sorgen, dass Mick etwas Schlimmes passieren könnte, doch dieser weiß sich zu helfen, denn bei der anschließenden Übergabe des Gemäldes auf dem Schrottplatz schaffen es Mick, Kenneth und Tom mit Waffengewalt, nicht nur die Engländer zu überlisten, sondern auch das Geld einzusacken und das Gemälde zu behalten.
Das führt zu großem Jubel bei Tom, doch Mick erklärt, dass er sich erneut stellen will, sieht er doch trotz des vielen Geldes keine realistische Fluchtmöglichkeit; schließlich will er nicht in permanenter Angst leben, irgendwann geschnappt zu werden. Er selbst will mit dem Geld und dem Gemälde mit Bæk einen Deal aushandeln, bei dem er und alle anderen frei bleiben können. Doch so sehr Bæk auch interessiert scheint, ist bereits Interpol involviert und das Medieninteresse zu groß, als dass man keinen Schuldigen präsentieren könnte, weswegen mindestens zwei der vier ins Gefängnis müssten. Und nach einigen Diskussionen entscheiden sich Tom und Mick als Vater und Sohn gemeinsam, die Haftstrafe von fünf Jahren anzutreten. In der letzten Szene sieht man im Rückblick, wie Jimmy den Rembrandt hatte fälschen lassen und nun das Original betrachtet.

## Kritik
„Die aberwitzige Gaunerkomödie ist vor dem Hintergrund des tristen dänischen Alltags angesiedelt und ihr Sujet nicht nur für reines Genrekino, sondern beschreibt den tragikomischen Kosmos ihrer Anti-Helden warmherzig und mit Anteilnahme. Intelligente Unterhaltung mit einem versöhnlichen Ende, die mühelos die Balance zwischen Gefühlen und verhaltener Action hält.“

„Dass ‚Stealing Rembrandt‘ – so viel soll verraten werden – sich am Schluss auch seiner reichhaltigen Verwicklungen mit einem Griff ins familiäre Rührkabinett entwindet, ist enttäuschend. Ansonsten müssen an diesem sauber gearbeiteten Film die Schauspieler so gelobt werden, wie man eine Synchronregie tadeln muss, die deren Leistungen bis zur Unkenntlichkeit entstellt. Vielleicht verträgt sich das Dänische einfach schlecht mit der deutschen Sprache. Ärgerlich ist das trotzdem, weil ‚Stealing Rembrandt‘ ein Film ist, der sich ganz auf den Reiz seiner Figuren und ihrer sozialen Charakteristik verlässt. Und davon bleibt nichts übrig, wenn alle bloß im gleichen Schnodderton sprechen.“

„Stealing Rembrandt – Klauen für Anfänger ist ein herrlich, komischer Thriller, der vor allem wegen seinen exzellenten Schauspielern, dem Besten was Dänemark zu bieten hat, immer wieder überrascht. Auch der Plot birgt immer wieder skurrile Wendungen – bis hin zum letzten Augenblick. Für die Freunde skandinavischer Komödien vom Typ Elling oder Kitchen Stories ist Stealing Rembrandt ein Muss.“

## Hintergrund
Am 29. Januar 1999 stahlen vier Männer sowohl einen Rembrandt als auch einen Bellini, welche völlig ungesichert an der Wand des Kunstmuseums von Nivaagaard hingen. Nach einzelnen Hinweisen aus der internationalen Kunstszene wurden alle vier Männer im August 1999 gefasst und zu mehrjährigen Haftstrafen verurteilt. Johnny Michael Ramkvist, Kim Allan Skydsgaard Holm und Brian Carlo Holm wurden zu jeweils fünf, vier und drei Jahren Haft verurteilt. Das Höchstmaß der Strafe lag bei jeweils sechs Jahren. Der Film behandelt dabei sowohl die Motive als auch die Hintergründe, wie beispielsweise das Engagement der britischen Kopfgeldjäger, die sich als Zivilisten ausgaben, relativ akkurat. Allerdings waren zwei der Räuber nicht Vater und Sohn, sondern Onkel und Neffe.

## Auszeichnungen
- vier Nominierungen beim dänischen Filmpreis Bodil (Bester dänischer Film, zweimal Bester Hauptdarsteller, Bester Nebendarsteller)
- sechs Nominierungen beim dänischen Filmpreis Robert (Bester dänischer Film, Beste Regie, Bester Hauptdarsteller, Bester Schnitt, Beste Filmmusik, Bester Song)
- eine Auszeichnung als Bester Hauptdarsteller bei den Zulu Awards

## Veröffentlichung
Nachdem der Film am 17. Mai 2003 auf den Internationalen Filmfestspielen von Cannes 2003 seine Weltpremiere feierte, startete er am 5. September 2003 in den dänischen Kinos. Der Film startete am 12. August 2004 in den deutschen Kinos und ist seit dem 22. Dezember 2004 auf DVD erhältlich.